# نادي الصيد العراقي

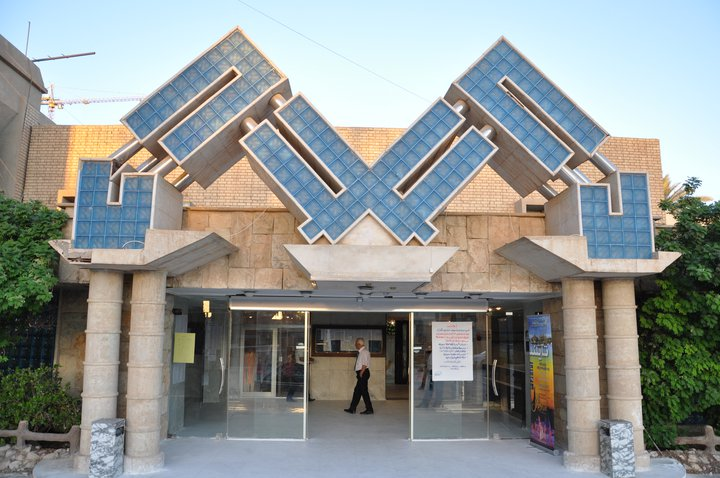
مدخل نادي الصيد

نادي الصيد العراقي هو نادي ثقافي اجتماعي ترفيهي رياضي تأسس سنة 1969، يقع في بغداد في جانب الكرخ في المنصور في حي الاميرات، في السابق كان نادي لهواية صيد الطيور ولكن ما لبث ان توسع النادي وأصبح يحتوي على مسابح خارجية وداخلية وساحات للتنس وكرة السلة إضافة إلى مطاعم وقاعات لعقد الندوات والمؤتمرات وحدائق واسعة شهدت عقد أهم الانشطة الثقافية والفنية والاجتماعية
تبلغ مساحته بما يقارب 25 دونم. يضم النادي أكثر من 7 آلاف عضو أغلبية الاعضاء من سكنة المنصور واليرموك ومدينة الثورة (الصدر) ومن جميع القطاعات ومدينه المسيب شمال محافظة بابل.

## تقسيم النادي
- معلب كرة قدم
- ملعب كرة سلة
- ملعبين التنس
- 4 حدائق
- 3 قاعات للمناسبات
- منتدى الصيد الثقافي
- مسبحين (صيفي وشتوي)
- 3 مطاعم
- قاعتين ترفيهية للاطفال
- سينما بتقنية ثلاثي الأبعاد